# Pizarra
Pizarra é um município da Espanha na província de Málaga, comunidade autónoma da Andaluzia, de área 63 km² com população de 7812 habitantes (2004) e densidade populacional de 112,45 hab/km².

## Demografia
| Variação demográfica do município entre 1991 e 2004 | Variação demográfica do município entre 1991 e 2004 | Variação demográfica do município entre 1991 e 2004 | Variação demográfica do município entre 1991 e 2004 |
| --------------------------------------------------- | --------------------------------------------------- | --------------------------------------------------- | --------------------------------------------------- |
| 1991                                                | 1996                                                | 2001                                                | 2004                                                |
| 6426                                                | 6586                                                | 6874                                                | 7165                                                |